# Jan van den Ende
Jan van den Ende (Den Haag, 18 september 1922 - aldaar, 19 oktober 2008) was een Nederlandse filmmaker en natuurbeschermer.

## Levensloop
Van den Ende groeide op in het Bezuidenhout in Den Haag. Tijdens de Tweede Wereldoorlog raakte hij betrokken bij het verzet. Na zijn arrestatie werd hij overgebracht naar een gevangenis in Kleef, waar hij zes maanden later werd vrijgelaten. Hij zocht het verzet weer op, en werd weer opgepakt. Ditmaal werd hij in de gevangenis van Scheveningen (Oranjehotel) ondervraagd, en daarna naar kamp Vught gebracht. Daarna werd hij met 3000 andere politieke gevangenen op transport gezet naar concentratiekamp Sachsenhausen. Hij overleefde het kamp.
Na de oorlog werkte Van den Ende op het Ministerie van Binnenlandse Zaken. Vanaf 1975 produceerde hij een reeks films. Meerdere films zijn onderscheiden op internationale filmfestivals.
Na een kort ziekbed is Jan van den Ende op 86-jarige leeftijd in 2008 te Den Haag overleden.
In 2008 vertelde Van den Ende over zijn ervaringen in het concentratiekamp in de documentairefilm Retourtje Sachsenhausen, die in opdracht van de gemeente Vught werd gemaakt. Kort daarna overleed hij. Een maand later was de filmpremière.

### Natuurkenner & filmer
Jan van den Ende was natuurliefhebber met een grote kennis van de Haagse flora en fauna. Al in 1938 maakte de bekende filmer Jan Strijbos hem lid van de Haagse Vogelbescherming. Hij was tot begin 2008 lid van de PR-commissie van de HVB. Ook zat Van den Ende in het bestuur van de Haagse Natuurbescherming en Stichting Duinbehoud.
Zijn eerste foto's maakte Van den Ende met een 6x6 camera. Later filmde hij met een 8mm toestel. Bob Schrijvers laat hem een 16mm toestel kopen, en samen maken ze twee films, Laten leven, en Rietland in de randstad. Na het overlijden van Schrijver vindt hij een nieuwe partner, Monique van den Broek, en maakt met haar 16 natuurdocumentaires.

## Films
- 1975: Laten leven
- 1976: Rietland in de randstad
- 1983: Vier duindagen
- 1986: Den Haag, natuurlijk
- 1988: Het konijn
- 1989: Helm, werken aan de zeereep
- 1990: Natuurlijk bos, meer dan bomen alleen
- 1991: Duinen te kust en te keur
- 1991: Duinbehoud
- 1992: Boetseren met water en land
- 1994: Vrije Vogels
- 1996: Duinen beheren en beleven
- 1996: De kust, natuurlijk
- 1997: Natuur nabij
- 1999: Clingendael
- 2002: Ooievaars natuurlijk[2]
- 2008: Zand, wind, water